# Impatiens bicornuta
Impatiens bicornuta là một loài thực vật có hoa trong họ Bóng nước. Loài này được Wall. mô tả khoa học đầu tiên năm 1824.